# Julia Buchmann
Julia Buchmann (* 1995 in St. Gallen) ist eine Schauspielerin.

## Leben
Julia Buchmann absolvierte 2018-2022 ihre Schauspielausbildung an der Hochschule für Musik, Theater und Medien Hannover. Erste Theatererfahrung sammelte sie bereits vor ihrer Ausbildung am Deutschen Schauspielhaus Hamburg unter der Regie von René Pollesch. 
Von 2022 bis 2024 war sie Ensemblemitglied am Theater Magdeburg und wurde im Zuge dessen zweimal zum Radikal Jung Festival in München eingeladen. Mit dem Stück Blutbuch (Regie: Jan Friedrich) wurden sie mit dem Publikumspreis ausgezeichnet und 2025 zum Berliner Theatertreffen eingeladen. 
Im Fernsehen sah man sie unter anderem in der NDR-Serie „Big Dating“, dem ARD-Märchen „Die Gänseprinzessin“ sowie im ZDF „Malibu- Camping für Anfänger“. 2019 spielte sie im Zürcher Tatort „Züri brännt“ unter der Regie von Viviane Andereggen eine Doppelrolle. 
Im historischen Kinofilm „Friedas Fall“ ist Julia Buchmann als Titelfigur der Frieda Keller in ihrer ersten Kinohauptrolle zu sehen (Regie: Maria Brendle). 
2025 wurde Julia Buchmann für ihre Darstellung der Frieda Keller als Beste Darstellerin für den Schweizer Filmpreis nominiert.

## Theater (Auswahl)
- 2017: Ich kann nicht mehr! (René Pollesch), Deutsches Schauspielhaus Hamburg
- 2022: Wie dem Herrn Mockinpott das Leiden ausgetrieben wird (Peter Weiss), Staatstheater Braunschweig
- 2022: Das Leben ein Traum (nach Pedro Calderón de la Barca), Theater Magdeburg
- 2023: Das Gespenst von Magdebu-huuu (Bastian Lomsché), Theater Magdeburg
- 2023: Odyssee (nach Homer), Theater Magdeburg
- 2023: Meister Röckle (nach Karl Marx, Lynn Takeo Musiol, Christian Tschirner), Theater Magdeburg
- 2023: Woyzeck (Georg Büchner), Theater Magdeburg
- 2024: Wolken.Heim (Elfriede Jelinek), Theater Magdeburg
- 2024–2025: Blutbuch (nach Kim de l’Horizon), Theater Magdeburg

## Filmografie (Auswahl)
- 2018: Kleine Germanen
- 2019: Tatort: Krieg im Kopf
- 2019: Big Dating
- 2019: Tatort: Züri brännt
- 2022: Tatort: Borowski und der Wiedergänger
- 2022: Malibu – Camping für Anfänger
- 2022: Die Gänseprinzessin
- 2024: Friedas Fall

## Hörspiele (Auswahl)
- 2021: Jörn Klare: Like mich! – Ein Hörstück über das Kennenlernen im Internet – Regie: Friederike Wigger (Feature – NDR/HMTMH)

## Auszeichnungen
- 2025: Nominierung beste Darstellerin: Frieda Keller in Frieda Fall
- 2025: Einladung Theatertreffen: Blutbuch
- 2024: Publikumspreis Radikal Jung: Blutbuch
- 2018: Theaterpreis der Fränkischen Landeszeitung[1]
- 2019: Studienpreis Migros-Kulturprozent